# Droga krajowa B166 (Niemcy)
Droga krajowa nr 166 (niem. Bundesstraße 166, B 166) – niemiecka droga krajowa przebiegająca  z północnego zachodu na południowy wschód od skrzyżowania z autostradami A11 i A20 na węźle Kreuz Uckermark do granicy z Polską koło Krajnika Dolnego.